# Tim Perslev
Tim Perslev (født 1963) er en tidligere dansk atlet og datalog. Han var medlem AK Brøndby og Sparta Atletik.
Tim Perslev er uddannet datalog fra Københavns Universitet og siden 1997 systemudvikler i Skandinavisk Data Center A/S. Han er gift og har to børn.

## Danske mesterskaber
- Sølv 1985 Trespring 14,77

## Personlig rekord
- Trespring: 14,77 1985